# Люблино (Приморский край)
Люблино — село в Ханкайском районе Приморского края России.
Входит в состав муниципального образования Сельское поселение Октябрьское, в который входят сёла Люблино, Майское, Новониколаевка и Октябрьское.

## История
В 1930 году на месте села было образовано «2-е отделение Ханкайского рисового совхоза». Поэтому и история села неразрывно связана с историей развития рисосовхоза. Рис стали выращивать с 1930 года. Вначале жили в бараках. В селе шло интенсивное строительство двухквартирных домов, была своя начальная школа, магазин, клуб, медпункт. Село расширялось и хорошело.
В 1964 г. Указом Президиума ВС РСФСР село Сергеевка переименовано в Люблино.
В 80-е годы развивалось полеводство, животноводство. Ферма была одной из лучших в совхозе.

## Население
| 2002 | 2005 | 2010 |
| ---- | ---- | ---- |
| 322  | ↘280 | ↘223 |